# Riera de Horta
La riera de Horta es una de las antiguas rieras del barrio de Horta, de Barcelona. Hasta 1904, este barrio era un municipio independiente de Barcelona, con el nombre de San Juan de Horta (en catalán: Sant Joan d'Horta). La riera de Horta recogía los torrentes de las rieras de Valldaura, de Duran y de los Agudells, continuaba por tierras de San Andrés de Palomar, entraba en San Martín de Provensals por la Sagrera y corría paralela al río Besós hasta desembocar en el mar. Las torrenteras que alimentan el valle de Horta bajan de las vertientes de la sierra de Collserola y de la montaña Pelada.
Actualmente, Riera de Horta es el nombre de una calle de Barcelona que delimita los distritos de San Andrés y Nou Barris.

## Historia
La riera de Horta era el curso de agua más importante del sistema hidrográfico del pla de Barcelona, formado por los torrentes y rieras que bajaban principalmente de la sierra de Collserola. Esos torrentes que bajaban de la vertiente de la sierra confluían en el cruce de la actual calle Lisboa con la avenida del Estatut. Allí confluían las aguas que engrosaban el caudal de la riera, que pasaba por debajo del antiguo puente (hoy cruce de la calle Tajo y paseo Maragall). Algo más abajo también iba a parar el torrente Marinero. La riera seguía por la calle Cartellà y todavía recibía a la derecha el torrente de Calabaza (que bajaba del cerro del Carmel recogiendo pequeños torrentes que bajaban de este cerro y del de la Rovira), por donde hoy confluyen las calles Pitágoras y Cartellà. 
El curso continuaba por la calle que todavía se denomina Riera de Huerta (en San Andrés y Nou Barris), por las calles de Rovira i Virgili y del padre Manyanet (antiguamente paralelo a la riera de San Andrés), atravesaba las vías del ferrocarril, con un cauce elevado sobre los terrenos vecinos, y por la rambla de Delgado se abocaba al mar (en este último tramo era paralelo al río Besós). Todos estos torrentes regaban, antes de la edificación masiva, un espacio donde había desde casas señoriales a grandes masías y explotaciones agrarias o jardines de recreo, instalaciones e industrias que requerían mucha agua.
Clota y Horta, que recibían regularmente estas aguas, se convirtieron en uno de los lugares mejor regados del término y se llenaron de huertas, lavaderos, jardines señoriales y casa residenciales. Por eso la riera de Horta fue un elemento muy importante por la economía rural e industrias y oficios que necesitaba mucha agua (herreros, lavandería, peleteras, fabricación de almidón, etc.).